# Operațiunea Monstrul
Operațiunea Monstrul este un film românesc de comedie din 1976, regizat de Manole Marcus după scenariul lui Titus Popovici. Rolurile principale sunt interpretate de Toma Caragiu, Octavian Cotescu, Marin Moraru, Ovidiu Schumacher si Alexandru Manolescu. 
În acest film, un grup de „cadre” din conducerea unei întreprinderi pleacă în Delta Dunării într-o expediție de capturare a unui somn legendar, cunoscut drept „Monstrul”.

## Rezumat
Trei cadre de conducere din perioada comunistă intenționează să plece pe furiș (fără știrea familiilor) în luna septembrie într-o expediție de pescuit în Delta Dunării. Directorul Dumitru (Toma Caragiu) își instruiește secretara, Ortansa (Elena Sereda), să nu spună nimănui niciun cuvânt nimănui despre această expediție, apoi îl trimite pe șoferul Mircea (Alexandru Manolescu) să-i scoată pe furiș mașina din garaj pentru a pleca cu ea. Ajuns în garajul directorului, șoferul are surprinderea să afle că soția primului a luat mașina și a plecat cu copiii. Rămași fără autoturism, directorul Dumitru, directorul adjunct Eugen (Octavian Cotescu) și funcționarul Corneliu (Marin Moraru) de la Serviciul Planificare, angajatul mai mic în funcție, decid să-l coopteze în cadrul expediției pe un scriitor (Ovidiu Schumacher) care avea mașină. Pretextând că are nevoie de singurătate și de liniște, scriitorul pleacă de acasă cu mașina și îi ia cu el pe cei patru. 
Cei cinci membri ai expediției ajung cu vaporul în deltă, iar în timp ce șoferul montează corturile, directorul le reamintește participanților regulamentul expediției plecate în căutarea „monstrului” care a fost identificat în mai multe rânduri în ghiolul Belciug. „Monstrul” era un somn legendar, râvnit de mai toți pescarii experimentați ai deltei. În regulament sunt incluse mai multe reguli stricte: fumatul este intezis, nu se va consuma alcool (cu excepția paharului de onoare și a 50 g vodcă înainte de masă), nu se va mânca decât rodul activității pescărești, poluarea fonică este interzisă, iar interacțiunea cu străinii nu va fi admisă, orice intrus urmând a fi tratat cu o răceală demnă. Orice cantitate de alimente și alcool peste limita admisă, precum și aparatele de radio sau casetofoanele vor fi aruncate în apă, împreună cu manifestări energice de dezaprobare împotriva celui care a încălcat regulamentul. Cel care va captura „monstrul” va avea dreptul la o țigară de foi havană și la o sticlă de șampanie, urmând a fi „înconjurat cu respect de întreaga expediție ca unui a cărui experiență, pricepere și talent sunt evidente”. 
Odată recapitulat regulamentul și alese sculele de pescuit, cele trei cadre de conducere, împreună cu șoferul, pleacă la pescuit, în timp ce scriitorul merge la vânătoare. Mărinimos, directorul îi dă o undiță și lui Corneliu. Aflați pe lacul Corciovata, cei doi directori nu prind mai nimic dând vina pe vreme și pe locul ales. Contrar propriilor hotărâri, ei au luat cu ei un pachet de țigări și o sticlă de vodcă. Eugen întâlnește un pescar lipovean (Petre Kuhn) de la care cumpără peste 30 de pești pe o sticlă de vodcă. Directorul se întâlnește și el cu pescarul, cumpărând ce-i mai rămăsese acestuia. Ajunși seara în tabără, Eugen se laudă cu „capturile” sale și se fotografiază în diferite poziții teatrale, spunând că el a făcut demonstrația, iar în celelalte zile se va odihni și va pescui numai de plăcere. Având mai puțini pești cumpărați, directorul afirmă plin de năduf că pescuitul și vânătoarea sunt „rămășițele unei mentalități primitive”, criticându-l pe Eugen pentru lăcomie și risipă. 
După ciorba pescărească, directorul îl invită pe Corneliu la el în cort, cerându-i să-i spună o poveste frumoasă cu scopul de a adormi. În timp ce Corneliu îi povestește o întâmplare cu o bicicletă galbenă, directorul adoarme și începe să sforăie, iar funcționarul nu mai poate să închidă niciun ochi toată noaptea. A doua zi, directorul și Eugen pleacă singuri pe baltă la pescuit, în timp ce Corneliu și Mircea își fac griji că ei s-ar putea încăiera. Aflați pe baltă, cei doi directori scot sticlele de alcool, pachetele de țigări și alimentele aduse de acasă (salam, pateu) și au între ei o discuție în care recunosc unul față de celălalt că peștii aduși în ziua trecută erau cumpărați de la pescarul lipovean. Se împacă între ei, amintindu-și că vin împreună de 15 ani la pescuit și ar trebui să fie prieteni.
Într-una din zilele următoare, liniștea pescarilor este întreruptă de muzica unui casetofon. Trimis să-i spună celui care face zgomot că muzica îi deranjează pe cei doi pescari, Corneliu găsește pe mal o tânără pictoriță (Cristina Hoffman). Membrii expediției, cu excepția scriitorului care a rămas fidel respectării interzicerii contactului cu străinii din regulament, organizează o masă festivă la care o invită pe pictoriță. Ei așază pe masă alimente aduse de la oraș, sticle de alcool, pachete de țigări și un casetofon, încălcând regulamentul expediției pe motiv că „în anumite împrejurări nu e cazul să fim rigizi”. În timpul mesei, directorul și Eugen se laudă cu performanțele pescărești, după care petrecăreții cântă la lumina focului de tabără și dansează. Directorul îi spune lui Corneliu să plece, supărat de faptul că acesta flirta cu pictorița. Cum orele treceau, membrii expediției merg în căutarea lui Corneliu și constată cu surprindere că acesta prinsese „monstrul”. 
Filmul se încheie cu călătoria acasă a membrilor expediției, prilej pentru directori să constate că și-au cam neglijat soțiile, iar expedițiile la pescuit au devenit o rutină. În plus, ei sunt invidioși pe faptul că „monstrul” a fost prins de ageamiul Corneliu, care se laudă tuturor celor din autobuz cu reușita sa pescărească.

## Distribuție
- Toma Caragiu — directorul Dumitru
- Octavian Cotescu — directorul adjunct Eugen
- Marin Moraru — Corneliu
- Ovidiu Schumacher — scriitorul
- Alexandru Manolescu — șoferul Mircea
- Nineta Gusti — mama lui Corneliu
- Cristina Hoffman — pictorița
- Petre Kuhn — pescarul lipovean
- Lia Șahighian
- Vera Varzopov
- Ada D'Albon Azimioară — soția scriitorului
- Gabriela Teodorescu
- Elena Sereda — Ortansa, secretara lui Dumitru (nemenționată)
- Manole Marcus — pasagerul bărbos din autobuz (nemenționat)

## Producție
Scenariul filmului a fost scris de Titus Popovici, el fiind gândit în faza de idee, după cum mărturisea Manole Marcus, „pe un grup de actori: T. Caragiu, M. Moraru, O. Cotescu, M. Diaconu”. Regizorul Manole Marcus l-a gândit ca „o șarjă amicală, un studiu de caractere”.  Filmul Operațiunea Monstrul a fost realizat în studiourile Centrului de Producție Cinematografică București. Filmările au avut loc în vara și toamna anului 1975. Filmul a fost vizionat de conducerea Consiliului Culturii și Educației Socialiste la 3 martie 1976, fiind aprobat fără modificări. Copia standard a fost finalizată la 20 martie 1976 (sau 25 martie, după alte surse). Cheltuielile de producție s-au ridicat la 2.864.000 lei. 
Actrița Cristina Hoffman avea la data filmării vârsta de 22 ani și era studentă la IATC - secția actorie. După absolvirea cursurilor institutului, ea a emigrat din România în 1978 și a lucrat la München, ca script girl și asistent de film, iar în anii ’80 s-a mutat la Paris, unde s-a specializat în montajul de film și video. Ea a fost numită în anul 2010 ca directoare a Institutului Cultural Român de la Berlin. 

## Semnificații
Subiectul destul de inofensiv al filmului încearcă o critică mai degrabă prudentă la adresa aparatului birocratic al epocii comuniste. Personajelor le este adăugată o latură pozitivă, prin care își vor arată omenia acolo unde este cazul. Per ansamblu, scenariul echilibrează cele două planuri, între altele pentru a păstra tensionalitatea așa cum este ea cerută de genul comediei. 
Conf.univ.dr. Elena Saulea consideră că filmul „se deschide spre parabolă și atinge satirizarea șarjantă, face din trișare, fals și inautentic tot atâtea planuri a căror secvențialitate dau narațiunii filmice un ritm interior inedit, decupajul relațiilor umane și perfecțiunea dialogurilor atrăgând prin secvențe de sensibilitate și curaj enunțiativ”. 
Criticul de film Călin Căliman își exprima, ce-i drept cu multă întârziere, opinia că scenaristul Titus Popovici ar fi apelat la umorul absurd pentru a disimula unele ținte satirice care vizau, ”indubitabil”, însuși „monstrul cel mare”. 

## Recepție
Filmul Operațiunea Monstrul a avut premiera în aprilie 1976. El a fost vizionat de 1.681.496 de spectatori la cinematografele din România, după cum atestă o situație a numărului de spectatori înregistrat de filmele românești de la data premierei și până la data de 31.12.2007 alcătuită de Centrul Național al Cinematografiei.
Criticul Tudor Caranfil a dat filmului două stele din cinci și a făcut următorul comentariu: „Un ștab își poartă cu sine, într-o vacanță de întreceri pescărești, trena servilă a subordonaților, având drept proiect capturarea unui „monstru” de apă dulce. Bunăvoința unora a văzut în această comedie o „fabulă curajoasă”, alții o satiră a ticurilor nomenclaturii, ba chiar că „țintele satirice” ar viza „indubitabil (!)” chiar „monstrul cel mare”. În ce mă privește, n-am descifrat decât un prilej de microrecitaluri, asezonate cu oarecare umor pescăresc, dar cu totul „oarecare”, de Titus Popovici.”